# علیرضا غلامی
علیرضا غلامی (متولد ۱۳۵۷) روزنامه‌نگار ادبی و داستان‌نویس است.

## زندگی
علیرضا غلامی سال ۱۳۵۷ متولد شده و از دانشگاه تهران در رشته زبان و ادبیات فارسی فارغ‌التحصیل شده است. سال ۱۳۹۳ با انتشار رمان دیوار وارد دنیای داستان‌نویسی شد. رمانی که تحسین بسیاری از منتقدان و نویسندگان را برانگیخت و مطبوعات آن را متفاوت‌ترین رمان در زمینه جنگ هشت‌ساله عراق و ایران نامیدند. در این رمان یک نوجوان دهه پنجاهی تلاش می‌کند زندگی خود را در فضای جنگ‌زده، سرد و انقلابی روایت کند، زندگی‌ای که پایانش به انهدام کشیده می‌شود. راوی این رمان که نامی ندارد با لحنی بسیار خاص که از نظر منتقدان «بی‌تفاوت، سرد و خونسرد» توصیف شده آنچه را که از آدم‌ها و محیط اطرافش می‌بیند روایت می‌کند. منتقدان زبان و لحن این روایت را یکی از ویژگی‌های مهم آن دانسته‌اند که با موضوع روایت تناسب کامل دارد.

## روزنامه‌نگاری
علیرضا غلامی از نیمه دوم دهه هشتاد در صفحات ادبی مطبوعات تعداد زیادی گفتگو، مقاله، گزارش، نقد و یادداشت منتشر کرده‌است. او با حضور مستمرش در مطبوعات نقش قابل توجهی برای معرفی ادبیات ایران و جهان به مخاطبان ایفا کرده‌است. نوشته‌های مطبوعاتی او در این سال‌ها عمدتاً در هفته‌نامه‌های شهروند امروز، ایران دخت، آسمان،  صدا و ماهنامه‌های مهرنامه و تجربه منتشر شده‌اند.
نوشته‌های او همچنین در روزنامه‌های اعتماد ملی، کارگزاران، اعتماد، هم‌میهن، آسمان، مردم امروز نیز منتشر شده‌اند. او اکنون مسئول صفحه‌های ادبی مهرنامه و تجربه است.
او با نویسندگان ایرانی و خارجی بسیاری از جمله گونتر گراس، ماریو بارگاس یوسا، اورهان پاموک، واسلاو هاول، ایوان کلیما، آریل دورفمن، توبیاس وولف، ویکتور ارافیف و آدونیس دربارهٔ موضوعات مختلف و متنوع گفتگو کرده که در مجله‌های ادبی نافه و مهرنامه منتشر شده‌اند.

## داستان‌نویسی
- دیوار، انتشارات مروارید، ۱۳۹۳
- فردا در راه است، انتشارات گالیمار، ۱۳۹۹

## مجموعه‌ها
- عشق ایرانی. مجموعه‌ای از ۱۷ داستان از نویسندگان نسل‌های سوم و چهارم و پنجم با موضوع عشق که با انتخاب نسیم وهابی و علیرضا غلامی سال ۲۰۲۱ میلادی در انتشارات گالیمار منتشر شده است.[۱۹][۲۰]

## جوایز
- داستان واقعی. علیرضا غلامی به همراه حسن همایون برای نوشتن گزارشی با عنوان  کاسبان سانسور نامزد جایزه جهانی True Story Award شدند[۲۱] که در شهر برن سوئیس اهداء می‌شود. آن‌ها در این گزارش که در مجله تجربه منتشر شده بود به رو در رویی نشر قانونی و نشر غیرقانونی در ایران پرداخته و نشان داده بودند به رغم هیاهوی ناشران بزرگی چون چشمه، ثالث، نگاه و ققنوس، آن‌ها نیز مانند وزارت فرهنگ و ارشاد اسلامی در شکل‌گیری قاچاق کتاب سهم داشته‌اند. [۲۲] [۲۳] [۲۴] بخش عمده‌ای از این گزارش همچنین به سهم سانسور در شکل‌گیری و گسترش قاچاق کتاب اختصاص دارد.